# Krisztina Fazekas-Zur
Krisztina Fazekas-Zur (Budapeste, 1 de agosto de 1980) é uma velocista húngara na modalidade de canoagem.
É casada com o antigo canoísta Rami Zur, participante em Sydney 2000 por Israel e em Atenas 2004 e Pequim 2008 pelos Estados Unidos.

## Carreira
Foi vencedora da medalha de Ouro em K-4 500 m em Londres 2012, junto com as colegas de equipa Danuta Kozák, Katalin Kovács e Gabriella Szabó.